# سویدانیه
سویدانیه (به عربی: السويدانية) یک شهرداری در الجزایر است که در استان الجزیره واقع شده‌است.